# Miconia incurva
Miconia incurva är en tvåhjärtbladig växtart som beskrevs av Henry Allan Gleason. Miconia incurva ingår i släktet Miconia och familjen Melastomataceae.
Artens utbredningsområde är Costa Rica. Inga underarter finns listade i Catalogue of Life.